# Plutonium(VI)fluoride
In Plutonium(VI)fluoride heeft plutonium de hoogste valentie die bekend is (januari 2022). De verbinding is interessant in relatie met laser verrijking van plutonium, met name in de productie van zuiver plutonium-239, ontstaan bij de bestraling van uranium. Ter voorkoming van voortijdige ontsteking van lage-massa kernwapens door neutronen die afgegeven zijn door plutonium-240 is zeer zuiver 239Pu nodig.

## Synthese
{\displaystyle {\ce {PF6}}} wordt gesynthetiseerd via fluorideren van plutonium(IV)fluoride (PuF4) door sterk fluoriderende reagentia, zoals elementair fluor.
{\displaystyle {\ce {PuF4\ +\ F2\ ->\ PuF6}}}
Deze reactie is endotherm. Het reactieproduct wordt bij 750 °C relatief snel gevormd. Hoge opbrengsten kunnen behaald worden door het reactiemengsel snel te koelen, waardoor {\displaystyle {\ce {PuF6}}} condenseert. Dit kan vervolgens uit het evenwichtsmengsel verwijderd worden.
Andere syntheseroutes vertrekken vanuit plutonium(III)fluoride of plutonium(IV)oxide.
{\displaystyle {\ce {2 PuF3 \ + \ 3 F2 \ -> \ 2 PuF6}}}
{\displaystyle {\ce {PuO2\ +\ 3F2\ ->\ PuF6\ +\ O2}}}
Hoewel waterstoffluoride een sterk fluoriderend reagens is, voldoet het in dit geval niet
In 1984 werd het mogelijk {\displaystyle {\ce {PuF6}}} te bereiden bij veel lager temperatuur door gebruik te maken van dizuurstofdifluoride, {\displaystyle {\ce {O2F2}}}. Bij de hoge temperaturen die bij eerdere synthesemethoden gebruikt werden ontleedde {\displaystyle {\ce {PuF6}}} te makkelijk. Door gebruik te maken van kryptondifluoride of bestraling met UV-licht werd het zelfs mogelijk om de synthese bij kamertemperatuur uit te voeren.

## Eigenschappen

### Fysische eigenschappen
Plutonium(IV)fluoride is een rood-bruine, vluchtige, kristallijne vaste stof. De sublimatiewarmte bedraagt 50,63 kJ/mol en de verdampingswarmte is 30,96 kJ/mol. In bvaste toestand komt plutonium(VI)fluoride voor als orthorombische kristallen. In de gasfase heeft het molecuul een octaëdrische moleculaire geometrie.

### Chemische eigenschappen
Plutonium(VI)fluoride is relatief lastig te hanteren, het is zeer corrosief en gevoelig voor auto-radiolyse.

#### Reacties
In droge lucht is {\displaystyle {\ce {PuF6}}} stabiel, maar het reageert heftig met water en waterdamp in de lucht, waarbij plutonylfluoride, {\displaystyle {\ce {PuO2F2}}} ontstaat.
{\displaystyle {\ce {PF6\ +\ 2H2O\ ->\ PuO2F2\ +\ 4HF}}}
Langdurige opslag is mogelijk in een kwarts of pyrex-ampul, op voorwaarde dat de ampul geen sporen van vocht en waterstoffluoride bevat.
- Een belangrijke reactie van {\displaystyle {\ce {PuF6}}} is de reductie tot plutonium(IV)oxide. Koolstofmonoxide, dat ontstaat in een gele zuurstof-methaanvlam, is een goede reductor om actinide-hexafluorides om te ztten in hun oxides.

- Er zijn verschillende processen bekend waarbij {\displaystyle {\ce {PuF6}}} ontleed in plutonium(IV)fluoride en fluorgas.
  - Bij kamertemperatuur treedt nauwelijks thermische ontleding op, maar bij 280 °C is dit een snelle reactie.[5]0
  - Een andere mogelijkheid is auto-radiolyse, dat wil zeggen: ontleding ten gevolge van de eigen radioactiviteit. Uitgezonden α-deeltjes die door het kristalrooster gaan zijn de oorzaakvan verbroken bindingen en de vorming van lagere fluorides en fluorgas. In de vaste stof is de ontleding ten gevolge van α-straling ongeveer 1,5 & per dag, maar in de gasfase is dit aanzienlijk minder.[5] Ook γ-straling kan een bron van auto-radiolyse zijn.[16]
  - Onder invloed van laserbestraling bij golflengtes korter dan 520 nm treedt eerst ontleding op naar plutonium(V)fluoride en fluorgas[17] voortgezette bestraling leidt tot {\displaystyle {\ce {PuF4}}}.[18]

## Toepassingen
Plutonium(VI)fluoride speelt een rol in het verrijken van plutonium, met name voor het isotoop 239Pu, dat ontstaat door bestraling van 235U. Voor gebruik in kernwapens zijn er twee redenen om 241Pu te verwijderen:
- De spontane splijting van 241Pu genereert voldoende neutronen om een ongecontroleerde kettingreactie (ontploffing) op gang te brengen.
- 241Pu ondergaat ook β-verval waarbij americium-241 ontstaat wat dan weer verwijderd moet worden.

De scheiding van plutonium en americium vindt plaats via een reactie met dizuurstofdifluoride: PuF4 dat gedurende langere tijd opgeslagen is geweest wordt bij kamertemperatuur omgezet in gasvormig PuF6 dat vervolgens van het americium gescheiden kan worden en weer gereduceerd wordt tot PuF4. Eventueel aanwezizg  AmF4 ondergaat de fluorideringsstap niet. Het product van deze omzettingen bevat zodoende erg weinig AmF4, dat achterblijft in de oorspronkelijke vaste stof.
De scheiding van de hexafluorides van uranium en plutonium is een belangrijk proces in het hergebruik van nucleair afval. Uit een gesmolten mengsel van beide elementen kan uranium grotendeels verwijderd worden door het om te zetten in uranium(VI)fluoride dat bij hogere temperaturen stabiel is. Het is nog verontreinigd met sporen plutonium die via PuF6 konden ontsnappen.